# Morte di Adone (Mazzuoli)
 La Morte di Adone è una scultura in marmo realizzata da Giuseppe Mazzuoli tra gli anni 1700 e 1710. L'opera è attualmente esposta all'Ermitage di San Pietroburgo.

## Descrizione

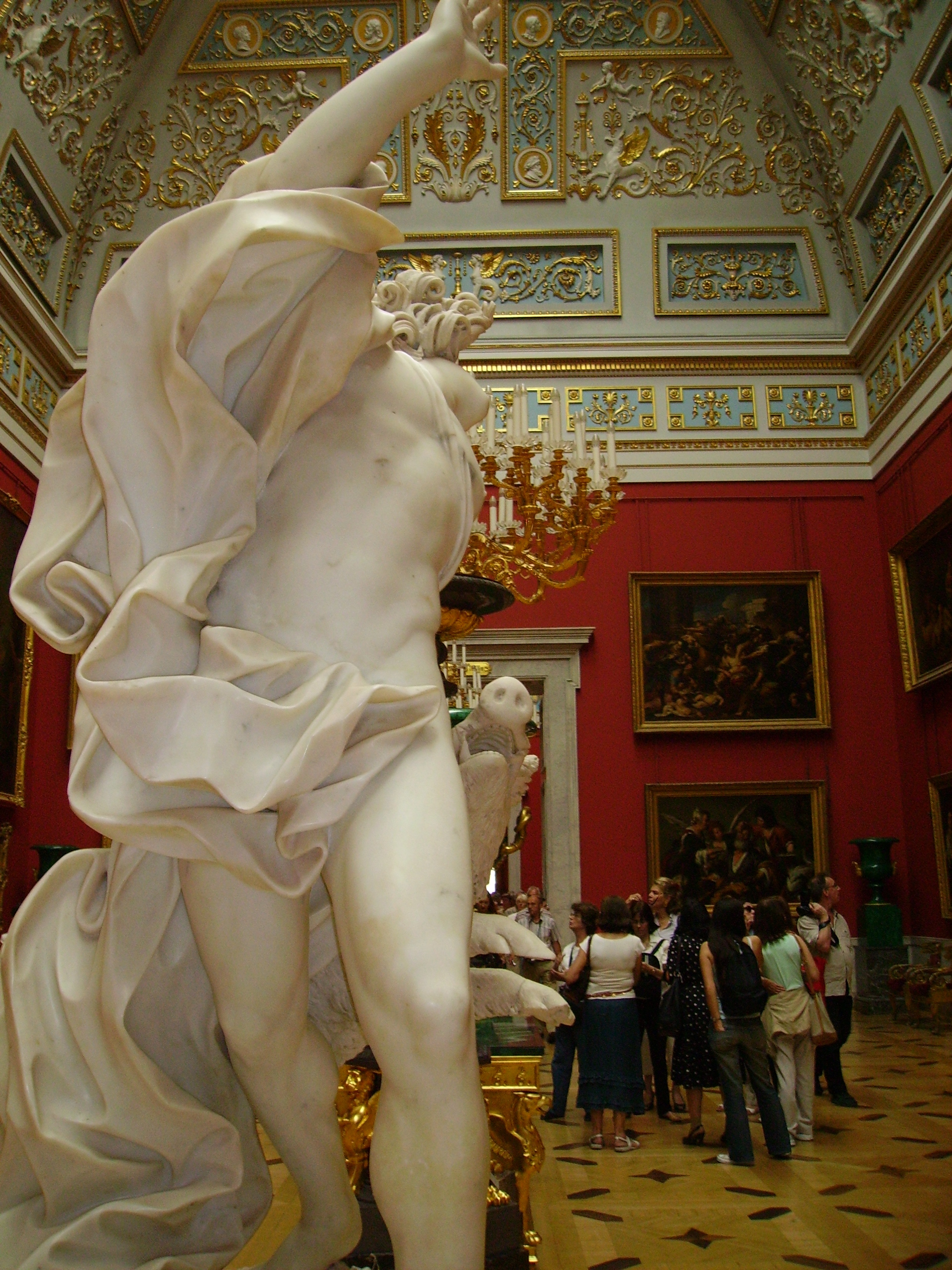
Morte di Adone, particolare.

Il soggetto della scultura è tratto dalle Metamorfosi di Ovidio. Nella vicenda, Venere (Afrodite nella mitologia greca) mette in guardia Adone sul pericoloso di imbattersi nel bosco in alcune belve feroci, come i leoni o i cinghiali. Tuttavia, il ragazzo viene ucciso proprio in una battuta di caccia da un cinghiale e il gruppo scultoreo rappresenta il momento nel quale sta per cadere, subito dopo il forte colpo dell'animale.   
La posa e le vesti di Adone esaltano la dinamicità di questo drammatico momento. Il marmo, poi, grazie alla grande lucidatura al quale è stato sottoposto, migliora l'aspetto decorativo dell'opera.